# SIMAZ
SIMAZ — российский производитель автобусов одноименной марки на шасси японской компании Isuzu, расположенный в Ульяновске. Начал работу в 2018 году на базе мощностей ликвидированного BAW-RUS Motor Corporation.
Название предприятия является сокращением от «Симбирский автомобильный завод».                                                                                                                               

## BAW-RUS Motor Corporation
BAW-RUS Motor Corporation — российско-китайская компания, занимавшаяся сборкой малотоннажных грузовиков и автобусов BAW на территории Ульяновского завода тяжёлых и уникальных станков (УЗТС).
Проектная мощность предприятия — 25 тысяч автомобилей в год при двухсменной работе в 2016 году.

### История
- июнь 2004 года — подписание протокола о намерениях между АМС-ГРУПП[2] и корпорацией BAIC.
- март 2006 года — создание ООО «БАУ Мотор Корпорэйшн» как дистрибьютора автомобилей марки BAW.
- октябрь 2006 года — начаты продажи легко- и среднетоннажных грузовых автомобилей BAW Fenix.
- март 2007 года — соглашение об организации сборочного производства автомобилей марки BAW на территории г. Ульяновска.
- В 2008 году была приобретена производственная площадка на территории Ульяновского завода тяжёлых и уникальных станков. К середине 2009 года подготовлены три цеха для монтирования современной конвейерной линии сборки, сформирована инфраструктура и логистическая сеть[3].
- февраль 2009 года — на грузовики BAW 2009 года выпуска получен российский VIN-номер.
- 2010 год — запуск сборочного производства по SKD-технологии.
- июль-август 2010 года — начато производство легкотоннажных грузовиков BAW 33463 Tonik и автобусов BAW 2245 Street.
- июль 2011 года — подписано соглашение между китайской корпорацией BAIEC (входящий в холдинг BAIC) и ульяновской компанией «АМС-Авто» о создании совместного предприятия по полномасштабному производству коммерческих автомобилей в Ульяновске на базе ООО «БАУ Мотор Корпорэйшн».
- 2012 год — Строительство и запуск собственной линии окраски кабин и кузовов, начало производства автомобилей BAW по полному циклу.
- 2013 год — Запуск в производство автобуса собственной разработки междугородного класса BAW Express.
- 2014 год — Разработка, проектирование и испытание газового грузовика BAW 33462 −102 грузоподъёмностью 1700 кг.
- 2015 год — Запуск в производство перспективного газового грузовика с российским двигателем ЗМЗ, а также производство би-топливной версии городского автобуса.
- 2016 — Две компании, ООО «Техномир» (Ульяновск) и ООО «Автосистема» (Московская область, Дзержинский), 24 июня подали заявление о признании компании банкротом. Этому предшествовало обвальное падение продаж в 2015 году[4]. За первое полугодие 2016 года было продано только 100 грузовиков. Также были сделаны два автобуса, которые не нашли покупателей.
- 2017 — 4 апреля арбитражным судом была введена процедура наблюдения[5].

### Модельный ряд
- BAW Fenix
- BAW Tonik
- BAW Street

## СИМАЗ
10 июля 2017 года на выставке Иннопром в Екатеринбурге было подписано соглашение между правительством Ульяновской области, японской компанией Isuzu, которая уже имеет в Ульяновске свой завод; и ульяновской фирмой СИМАЗ. Оно предполагает начало производства в Ульяновске автобусов на шасси Isuzu. Производство началось в январе 2018 года на площадях бывшего завода БАУ-Рус.
В сентябре 2023 года был представлен автобус KAMAZ VEGA, построенный на шасси «Компаса», который будет выпускаться на заводе СИМАЗ.

### Модельный ряд
- SIMAZ 2258-30
- SIMAZ 2258-526
- SIMAZ 2258-538
- SIMAZ 2258-539
- SIMAZ 2258-542
- SIMAZ 2258-554
- SIMAZ 2258-558

## Галерея
- Автобус СИМАЗ-2258.
- Автобус СИМАЗ-2258.
- Автобус SIMAZ 2258.